# Terület (matematika)

Példa átdarabolásra

A terület a síkidomok kiterjedését jellemző mennyiség, ami szemléletesen azt mutatja meg, hogy mennyi anyag kell ahhoz, hogy az illető síkidomot lefedjük. A fogalom térbeli megfelelője a testek felszíne. Rendszerint alapegységnek az egységnégyzet területét vesszük, innen erednek a szokásos mértékegységek is, például a négyzetméter (m²), a négyszögöl, a négyzetmérföld. Habár területek egyenlőségével Eukleidész is foglalkozik az Elemekben, magát a területet sem az alapfogalmak között nem sorolja fel, sem másutt nem definiálja, két sokszöget egyenlő területűnek mond, ha egymásba átdarabolhatók, azaz az egyiket véges sok részre vágva a kapott darabokból a másik lefedhető és viszont. Eudoxosz kimerítéses módszerét alkalmazva Arkhimédész már elég precízen terjesztette ki a görbevonalú alakzatokra is a területegyenlőség fogalmát, de a fogalmat már előtte is használták, például khioszi Hippokratész a róla elnevezett holdacskák területének kiszámításakor. A terület modern definíciója Camille Jordantól és Giuseppe Peanotól származik a XIX. század végéről, amit a XX. században Henri Lebesgue tökéletesített.

## Matematikai definíció
Egy olyan t a sík halmazainak egy meghatározott osztályán értelmezett nem-negatív értékű függvényt területnek hívunk, ami a következő feltételeket teljesíti:
1. Additív, azaz egymásba nem nyúló síkidomok együttes területe a síkidomok területének összege. Ezt másképpen úgy szokták megfogalmazni, hogy ha egy síkidomot két diszjunkt részre osztunk, akkor a részek területének összege az egész területe.
2. Invariáns a sík egybevágóságaira, azaz egybevágó síkidomok területe megegyezik.
3. Az egységnégyzet területe 1.

Történetileg az első konkrét példa területre a Jordan-mérhető halmazokon értelmezett Jordan-mérték. A terület mérésével kapcsolatos problémák vezettek a mértékelmélet kialakulásához.

## Mértékegységek
Minden hosszmértékegységhez tartozik egy területmértékegység, mégpedig annak a négyzetnek a területe, aminek az oldalának a hossza az adott mértékegység. Így a területet mérhetjük négyzetméterben, négyzetcentiméterben, négyzetkilométerben, négyzetcolban, négyzetlábban, négyszögölben stb. Algebrailag ezeket a mértékegységeket tekinthetjük a hozzájuk tartozó hosszmértékegységek négyzeteinek.
A terület SI-mértékegysége a négyzetméter, amit a származtatott SI-mértékegységek közé sorolunk.

## Lásd még
- felszín (matematika)
- mérték (matematika)
- mértékelmélet (matematika)